# Patuljasti šnaucer
Patuljasti šnaucer (minijaturni šnaucer, patuljaner, patuljak) je njemačka pasmina pasa.

## Povijest pasmine
Patuljasti šnaucer potječe iz Njemačke, s područja Bavarske i Sudeta. Prema nekim tvrdnjama danas poznata pasmina šnaucera spada u jednu od najstarijih pasmina. Šnaucera se može prepoznati na Rembrandtovim slikama iz 17. stoljeća. U prvim poznatim zapisima s početka 18. stoljeća prepoznat je mali do srednji veliki pas sa seoskih imanja gdje je služio kao čuvar imanja i štala, uništivač štetočina, čak i kao odličan čuvar stada. Šnauceri su bili anatomski gotovo jednaki „pinčerima“, jedino ih je razlikovala duljina dlake, ali glavna karakteristika, njihov naglašeni karakteristični oblik tijela ostao je isti do danas. Kao čuvari imanja i štala razvili su sklonost prema lovu na miševe i štakore tako da ih neki još i danas nazivaju „štakorašima“. Ta osobnost lova na štakora ostala je jako izražena pogotovo kod patuljastog šnaucera. Kako bi ih zažtitili od ugriza štakora ljudi su im kupirali uši. Šnauceri su dobili ime po svojim brkovima od njemačke riječi Schnauze za njušku. 
Patuljasti šnauceri su poznati po svojoj izdržljivosti, često su kao pratioci trčali za karavanama i kolima bez obzira na godišnje doba ili vremenske uvjete. Ta izdržljivost je kasnijom selekcijom omogućila da današnji patuljasti šnauceri spadaju u red izdržljivih i nadasve zdravih pasa. Poznat kao stabilan i pouzdan, šnaucer se koristi kao službeni pas, te kao pas za zaštitu imovine i osobne sigurnosti.
Na samim počecima šnauceri su bili nešto niži, patuljasti šnaucer je težio samo 3,5 kilograma. Prema najranijim zapisima postojali su različiti varijeti boja od hrđavosmeđe, harlekin pa sve do sivkastih poput vuka. Sivkasta boja održala se do danasi taj rudimentarni gen u sebi nose šnauceri papar-sol boje.
Prvi pinčer-šnaucer klub osnovan je 1895. u njemačkom gradu Kölnu, gdje je izrađen prvi službeni standard pasmine patuljastog šnaucera.  Prema tom standardu šnauceri su priznati u tri veličine: veliki šnaucer, srednji šnaucer i patuljasti šnaucer.
Za patuljastog šnaucera, na njemačkom Zwergschnauzer, u tom standardu se kaže da je visine između 30 i 35 cm i da predstavlja presliku srednjeg šnaucera. Iako je mali rastom nema niti jednu osobinu malog, patuljastog psa. Izuzetno je visoke inteligencije, vrlo je hrabar i dobar čuvar. Zbog svog malog rasta pogodan je za držanje u malim prostorima.
Patuljasti šnauceri mogu biti crne, papar-sol, crno-srebrne i bijele boje. Svi patuljasti šnauceri moraju biti prividno kvadratične građe. Kostur je čvrst, a dlaka oštra i ravna. Glava je snažna i izdužena, punih vilica, škarastog zagriza. Nosnica je puna, crne boje kao i usne, bez obzira na boju dlake. Oči su tamne, ovalne i usmjerene ravno prema naprijed. Uši su visoko nasađene, kupirane ili nekupirane. Vrat šnaucera mora biti snažan i ne smije biti kratak ni debeo. Prsa su duboka, a leđa ravna u blagom padu prema sapima. Rep je visoko nošen. Zatvoreni prednji kutovi u skladu s proporcijama stražnjih nogu, koje moraju biti paralelne. Šnaucer se mora kretati u dugačkom i snažnom iskoraku. Dlaka patuljastog šnaucera je gusta, oštra i ne otpada, pa ju je potrebno podrezivati i šišati. Patuljasti šnauceri su psi izražene inteligencije i čvrsta karaktera, to je pas koji uvijek zna što želi, koji izuzetno voli čovjeka i spreman mu je uvijek puno pružiti. Više desetljeća unazad uzgajivači patuljastih šnaucera više su posvetili pažnje karakteru i temperamentu nego detaljima standarda pasmine i razvili višenamjenskog psa.
Godine 1987. u Njemačkoj je donesen novi Standard prema kojem je zabranjeno kupiranje ušiju i repa. Taj novi standard FCI je priznao kao službeni. 

## Karakter
Priroda ponašanja patuljastog šnaucera identična kako i kod velikog šnaucera, samo začinjena s temperamentom i ponašanjem malog psa.
Inteligencija, neustrašivost, izdržljivost i budnost čine patuljastog šnaucera idealnim kućnim psom ili psom za pratnju koji se bez problema može držati čak i u malom stanu. 
Tipične osobine su njegov ljubazan temperament spojen sa smišljenom mirnoćom. Osobit je njegov dobroćudni karakter, volja za igrom i odanost gospodaru. Vrlo je nježan prema djeci, tolerantan, živahan, ali nerazdražljiv. Visoko razvijena intuicija, mudrost, sposobnost za učenje, hrabrost, izdržljivost i otpornost na bolesti daju sve prednosti za obiteljskog psa, psa čuvara i psa za pratnju, a sve je to određeno temperamentom i ponašanjem malog psa. Inteligencija, neustrašivost, izdržljivost i živahnost čine patuljastog šnaucera ugodnim kućnim psom, kako čuvarom tako i psom za pratnju koji se može držati čak i u malim stanovima bez problema
Šnauceri su srčani i hrabri psi. Divnog su karaktera, živahnog, uvijek spremnog na igru, a opet potpuno ozbiljnog u situacijama koje nalažu ozbiljnost. Zahvalni su za život u stanu, ne linjaju se, nemaju "svoj miris", mogu ići svuda s vlasnikom i jako su prilagodljivi. 

## Vanjske poveznice
- Povijest pasmine Patuljasti šnaucer  Arhivirana inačica izvorne stranice od 5. ožujka 2016. (Wayback Machine)

### Sestrinski projekti
|  | Zajednički poslužitelj ima još gradiva o temi Patuljasti šnaucer |

### Mrežne stranice
- Rassestandard Nr. 183 der FCI: Zwergschnauzer  Arhivirana inačica izvorne stranice od 17. prosinca 2010. (Wayback Machine) (njem.)